# Агапинос, Сарантос
Те́ллос А́грас (греч. Τέλλος Άγρας, настоящее имя Сара́нтос Агапино́с, греч. Σαράντος Αγαπηνός; 17 февраля 1880 — 7 июня 1907) — греческий офицер, один из самых известных героев Борьбы за Македонию. Является одним из двух главных исторических персонажей греческой писательницы Пенелопы Дельта, в её историческом романе «Тайны Болота», взрастившем несколько поколений греческих детей и подростков.

## Биография
Сарантос Агапинос родился в 1880 году в городе Навплион, но родом происходил из Гаргальяни Мессинии.
В 1901 году окончил Военное училище эвэлпидов и получил назначение в гарнизон греческой столицы, города Афины.
Агапинос жаждал служить Отечеству, не дожидаясь будущей войны. Это побудило его, через несколько месяцев после окончания училища, вступить в ряды добровольцев, отправлявшихся на территорию Османской империи, чтобы принять участие в Борьбе за Македонию.
Будучи ещё молодым офицером, Агапинос был назначен командиром одного из партизанских отрядов, которые готовил в городе Волосе «капитан Акритас».

## Македония
К концу 19-го века Османская Македония была регионам, где сталкивались интересы и геополитические планы европейских «Великих держав» и балканских государств. Современный английский историк Дуглас Дакин пишет, что «все балканские народы могли предъявить претензии на всю, или на часть, Македонии, основываясь на исторические, национальные, языковые, культурные и религиозные аргументы»:242.
Ситуация стала приобретать характер кризиса, после того как османское правительство в 1870 году учредило султанским фирманом болгарскую экзархию.
Первоначально полем конфронтации стала церковь, а затем последовало просвещение.
Дакин пишет, что к 1902 году на территории Османской Македонии насчитывалось более 1.000 греческих школ с 78.000 учениками, в то время как «школы экзархистов, функционирующие на деньги предоставляемые Россией и Болгарией, насчитывали 592 школ с 30.000 учениками». По их стопам пошла и Сербия, создав 233 школ:243.
Эти цифры, в той или иной мере, соответствуют турецкой переписи 1905 года, согласно которой, на территории Македонии 647.962 человек были под омофором Константинопольского патриарха, а к болгарской экзархии примкнули 557.734 человек. При этом, ни с одной, ни с другой стороны, эти цифры не определяли ни языковую, ни тем более национальную принадлежность населения. К примеру, экзархисты использовали неологизм «грекомане», чтобы охарактеризовать славяноязычных сторонников Патриархии или Греческой Македонии:654. .
Появление вооружённых болгарских чет, терроризирующих сторонников Патриархата и изгонявших, а иногда и убивавших, греческих священников и учителей, вызвало, с опозданием, ответный греческий шаг. Греческое сопротивление возглавил митрополит Кастории Герман (Каравангелис), а негласное руководство греческой военной пропаганды возглавило консульство Греции в столице Македонии, городе Фессалоники.

## Болото
Своеобразной и отличавшейся от остальной Македонии стала борьба на озере у города Яница.
Ныне осушенное мелководное озеро, в начале XX века имело открытую акваторию в 10 000 стрем (10 км²), в то время как топи и камышовые заросли вокруг него занимали территорию в 350 000 стрем (350 км²).
К юго-западу от озера, несколько сёл находились под контролем экзархистов. Болгарские четники обосновались на недоступном для османских властей озере и построили сеть шалашей на сваях, ставших своеобразными крепостями. Связь между шалашами и берегом поддерживалась «плавами» (плоскодонными лодками). Болгарские четники обосновались на западе озера, примыкая к нескольким подконтрольным экзархии сёлам, расположенным к юго-западу от озера. Базируясь на озере и терроризируя прибрежное греческое и верное Патриархии славяноязычное население, болгарские четники пытались расширить подконтрольную им территорию. Греки, уже с 1905 года, осознали значение озера и сумели поставить свой первый шалаш в его северной части:93.
Поскольку события разворачивались на османской территории и во избежание дипломатических осложнений, все прибывавшие из Греческого королевства офицеры выбирали себе псевдонимы. С 1905 года на озере действовали лейтенанты Константин Букувалас (псевдоним Петрилос), Ставрос Ригас (Каводорос), Михаил Анагностакос (Матапас) . Греческая сторона поставила себе целью обосноваться на северо-востоке озера, чтобы держать под контролем дорогу снабжения из Салоник. Но следовало изгнать болгар из юго-западной части озера. Используя плоскодонки, греки и болгары совершали налёты на шалаши и прибрежные сёла другой стороны:141.

## Аграс
В сентябре 1906 года, по решению «Центра» (Генерального консульства Греческого королевства в Фессалоники), на озеро были посланы 3, только что сформированных, греческих отряда.
Одним из них был отряд Агапиноса, который насчитывал 20 эвзонов.
Агапинос, избравший себе псевдоним «Аграс» и уменьшительное «Теллос» (от своего имени Сарантос, Сарантеллос), возглавляя свой отряд,
перешёл границу и прибыл на озеро 10 (23) октября 1906 года.
Через несколько дней прибыли отряды лейтенанта пехоты Константина Сарроса (псевдоним Калас) и старшего мичмана Иоанна Деместихаса (псевдоним Никифорос) Второй и третий отряды насчитывали по 25 бойцов каждый.
Главной задачей отрядов было изгнание болгарских чет с озера, с тем чтобы озеро стало базой и центром снабжения греческих отрядов в равнинных регионах Центральной Македонии.
В ноябре и несмотря на наступившие холода, Аграс, с помощью жителей региона Румулук, начал пробивать в плавнях новые коридоры и установил новые шалаши, рядом с болгарскими. Одновременно, Аграс совершил налёт на село Зервохори, где обычно укрывался четник Апостол (Петков). 14 (27) ноября Аграс, со своими 20 эвзонами и несколькими местными жителями, совершил на плоскодонках налёт на центральные шалаши болгар.
По причине подмоченных гранат, налёт не завершился победным исходом и Аграс был вынужден отойти:95. .
В ходе этого боя, Аграс получил ранения в руку и плечо.
Инициативу взял в свои руки Никифорос, который со своим отрядом атаковал болгарские шалаши 17 (30) декабря.
Как следствие жизни на болоте, болезни не оставляли бойцов. Раненый и больной Аграс настаивал остаться на озере, но получил приказ из «Центра» (консульства) прибыть в Фессалоники на лечение. С помощью, дружившего с Аграсом и симпатизирующего грекам, турецкого помещика Халил-бея, Аграс добрался до македонской столицы.
Но уже через неделю, ещё не выздоровев, Аграс вернулся на озеро, возобновив атаки против болгарских четников. Борьба с болгарами приняла позиционный характер.
Мазаракис пишет, что Аграс, будучи идеологом, пришёл в этот период к мысли о свёртывании борьбы между греками и болгарами, с тем чтобы направить совместные усилия против турок:96.

## Смерть Аграса
Болезнь Аграса не только не отступала, но начала обостряться. По настоянию Никифороса, в феврале 1907 года, Аграс оставил озеро и перебрался в горы у города Науса (Иматия). Его задача ограничивалась организационной работой, пропагандой и поддерживанием контактов с, остававшимся на озере, Никифором.
В апреле 1907 года, греческое консульство в Фессалониках приняло решение заменить измождённых командиров и бойцов региона новыми добровольцами. Предполагался также отзыв Аграса.
Однако Аграс, постоянно получал информацию о падении духа болгарских чет и намерении многих их участников порвать свои связи с экзархистами и присоединиться к борьбе за греческую Македонию.
Подобное намерение выразил болгарский воевода Златан.
Аграс хотел завершить свою деятельность впечатляющим переходом на греческую сторону большой группы четников.
После предварительных контактов и клятвенных заверений со стороны болгар, Аграс и Антонис Миггас 3(16) июля пошли без сопровождения на встречу с воеводами Златаном и валахом Касапче. Оба были вероломно пленены болгарами и подверглись пыткам и издевательствам. Представляемые пленными, Аграс и Миггас были проведены окровавленными через окрестные сёла, как подтверждение болгарской победы.
7(20) июля Аграс и Миггас были повешены на орешне, между сёлами Техово и Владово.
Событие потрясло греков и приверженцев Константинопольского патриархата.
Смерть Аграса была оплакана как в греческих песнях так и в песнях на славянском диалекте части местного населения.
Вероломство болгарских четников стало важным моментом в греческой военной пропаганде и ужесточило борьбу.
Из «Центра» (то есть консульства в Салониках) поступил приказ Александра Мазаракиса отомстить за Аграса и уничтожить, любым путём, каждого из болгарских четников замешанных в вероломном убийстве Аграса. Последний отзвук этих событий состоялся через 6 лет, уже во время Второй Балканской войны, когда участник боёв на озере,
капитан Пападзанетеас, Панайотис, собственноручно убил, замешанного в убийстве Аграса, четника Лечо:204.
К концу 1907 года греческие отряды вынудили болгарские четы ограничиться обороной и многие сёла региона вернулись под омофор Константинопольского патриарха:97. .

## Свёртывание Борьбы
В течение 4-х лет (1905—1908) греческие отряды наносили тяжёлые потери четникам (и периодически туркам) и постепенно стали доминировать в регионе, ограничивая деятельность болгарских чет. Английский историк Дуглас Дайкин пишет, что «победа Греции в исторической Македонии (и Сербии на севере османской Македонии) в вооружённой борьбе за Македонию, не имела результатом территориальные приобретения. Но их победы помешали потере тех регионов, которые позже, в 1912—1913 годах, стали Греческой Македонией и Сербской Македонией»:253.
После младотурецкой революции в июле 1908 года и проведения выборов с участием христианского населения, «Борьба за Македонию» была свёрнута всеми участвовавшими в ней сторонами. Бои, в том числе и на «Озере», прекратились.
Вопрос о Македонии встал вновь с началом Балканских войн в 1912 году:265.

## Тайны болота
.
В 1935 году вышла в свет книга Пенелопы Дельта «Секреты болота». При написании книги, Дельта основывалась на личных записках-дневнике, переданных ей капитаном «Никифоросом» (Деместихас, Иоаннис). «Аграс» и «Никифорос» стали основными реальными историческими персонажами книги. Ещё одним важным источником при написании книги, стал дневник, который передал Пенелопе Дельта участник тех событий, капитан Панайотис Пападзанетеас:198.
Книга имела и имеет, по сегодняшний день, огромный успех и с ней выросло не одно поколение греческих детей и подростков. После второго издания в 1947 году и третьего в 1957 году, в последующие годы книга регулярно переиздаётся один-два раза в год:6. В книге Дельты греки начинают борьбу в Македонии как акт самообороны:655. В книге постоянно упоминается «зловещая фигура» реального болгарского воеводы, Апостола Петкова:656.
Дельта описала реальные события на озере и реальных людей, окаймлённых рядом вымышленных персонажей и эпизодов.
Подойдя к предыстории смерти Аграса, Дельта вкладывает в его уста фразы «пусть примиримся мы, жители Балкан», пусть греки «будучи самыми цивилизованными, предложат план единой борьбы против турок»:657. Апостолос Доксиадис, комментируя книгу, считает что Дельта, таким образом, пытается объяснить побуждения Аграса, приведшие к его смерти. Но для Доксиадиса это самое слабое историческое звено книги. Доксиадис считает что Аграс попал в болгарскую западню, преследуя более умеренные цели:658, скорее всего, переход некоторых четников на греческую сторону:659. Доксиадис отмечает, что Дельта использует классический приём демонизации противника и в что в её книге греки, в отличие от болгар, следуют рыцарскому кодексу.
В книге Дельты перед своей смертью Аграс именует болгар «лжецами», «подлецами», «свиноносыми». Эти эпитеты, вместе с «кровожадными болгарми», довольно часто встречаются в её книге:554.
Доксиадис считает, что сегодняшний критик с лёгкостью может обвинить Дельту в шовинизме, если не в расизме. Но Доксиадис отмечает, что это равносильно обвинению своей стороны во время войны в том, что она стреляет, в то время как она подвергается обстрелу противника и что не следует забывать как «другая сторона» описывает греков в своих книгах. Доксиадис пишет, что те, кто сегодня обвиняют Дельту в гипер-национализме, должны осознать, что история оправдала её. Через 6 лет после выхода книги и с помощью гитлеровской Германии, Болгария стала самым жестоким оккупантом греческой Македонии:666 , что стало причиной беспрецедентного исхода греческого населения из болгарской зоны оккупации в «более безопасную», немецкую.

## Сегодня
После побед греческой армии в Балканских войнах, бо́льшая часть исторической Македонии была закреплена за Грецией. Села Техово и Владово были переименованы в честь Аграса, соответственно, в Каридья (греч. Καρυδιά -орешня) и Аграс.
Вероломное убийство Аграса стала элементом коллективной памяти греческого народа.
В то же время болгарская историография, вплоть до Второй мировой войны, пыталась отмежеваться от обвинения в вероломстве в деле Аграса.
Примечательно, что в 1943 году, на фоне болгарских зверств в греческой Македонии, в Софии вышла книга Христо Силянова, в которой автор, ссылаясь на заметку в турецкой газете Константинополя, утверждает что Аграс был схвачен в бою.